# ¿Quién mató a Sara?
¿Quién mató a Sara? es una serie de televisión mexicana de drama y suspenso producida por Perro Azul para Netflix. Creada por José Ignacio Valenzuela, dirigida por David Ruiz y Bernardo de la Rosa, y producida por Alexis Fridman, Juan Uruchurtu y José Ignacio Valenzuela. Está protagonizada por Manolo Cardona, Carolina Miranda, Ginés García Millán, Claudia Ramírez, Eugenio Siller, Alejandro Nones y Jean Reno. El tráiler de la serie se lanzó el 19 de febrero de 2021. La serie se estrenó el 24 de marzo de 2021. 
El 26 de marzo de 2021, Netflix confirmó que la serie fue renovada para una segunda temporada, la cual fue estrenada el 19 de mayo de 2021. La primera temporada de la serie se ha convertido en el mejor estreno de habla no inglesa en la historia de Netflix en Estados Unidos (aproximadamente 55 millones de cuentas han visto o empezado a ver la serie en su primer mes de estreno).

## Temporadas
| Temporada | Temporada | Episodios | Episodios | Lanzamiento original | Lanzamiento original |
| --------- | --------- | --------- | --------- | -------------------- | -------------------- |
|           | 1         | 10        | 10        | 24 de marzo de 2021  | 24 de marzo de 2021  |
|           | 2         | 8         | 8         | 19 de mayo de 2021   | 19 de mayo de 2021   |
|           | 3         | 7         | 7         | 18 de mayo de 2022   | 18 de mayo de 2022   |

## Sinopsis

### Temporada 1
Tras 18 años de cárcel, Álex hace pagar a los miembros de la familia Lazcano, quienes lo incriminaron en el asesinato de su hermana Sara para preservar su buen nombre.

### Temporada 2
Para concretar su venganza, Álex tendrá que adentrarse en la oscura psique de su hermana y aceptar el hecho de que nunca conoció a la verdadera Sara.

### Temporada 3
Álex descubre que tiene una sobrina que es idéntica a su hermana Sara, el papá de Nicandro es el que está detrás de todo lo que ha pasado con Sara.

## Reparto
- Manolo Cardona como Alejandro «Álex» Guzmán Zaldivar
  - Leo Deluglio como Alejandro «Álex» Guzmán Zaldivar (joven)
- Carolina Miranda como Elisa Lazcano Toledo
- Ginés García Millán como César Lazcano
- Claudia Ramírez como Mariana Toledo de Lazcano
- Alejandro Nones como Rodolfo Lazcano Toledo
  - Andrés Baida como Rodolfo Lazcano (joven)
- Eugenio Siller como José María «Chema» Lazcano Toledo 
  - Polo Morín como José María «Chema» Lazcano Toledo (joven)
- Ximena Lamadrid como Sara Guzmán Zaldivar 
  - También como Lucía Lazcano Guzmán (temporada 3)
- Ana Lucía Domínguez como Sofía Villaseñor de Lazcano (temporada 1-2)
- Luis Roberto Guzmán como Lorenzo Rossi (temporada 1-2)
- Fátima Molina como Clara Fernández Gálvez (temporada 1-2)
- Juan Carlos Remolina como Sergio Hernández  (temporada 1-2)
- Iñaki Godoy como Bruno Lazcano Villaseñor (temporada 1-2)
- Héctor Jiménez como Elroy Silva (temporada 1-2)
  - Marco Zapata como Elroy Silva (joven)
- Marco Treviño como El padre de Flor Sánchez
- Litzy como Marifer Fernández Gálvez 
  - Ela Velden como Marifer Fernández Gálvez (joven)
- Matías Novoa como Nicandro Gómez 
  - Martín Saracho como Nicandro Gómez   (joven)
- Mar Carrera como Lucía Zaldivar de Guzmán
- Jean Reno como Reinaldo Gómez de la Cortina
- Rebecca Jones como Frida de Gómez (temporada 3)
- Maite Perroni como Alma Solares (temporada 3)
- Gabriela de la Garza como Daniela Gómez  (temporada 3)
- Claudette Maillé como Oficial

## Episodios

### Temporada 1
La Temporada 1 se estrenó el 24 de marzo de 2021. Los 10 capítulos de la temporada están la plataforma Netflix.
| N.º | Título                               | Fecha de emisión original |
| --- | ------------------------------------ | ------------------------- |
| 1   | «No fue un error»                    | 24 de marzo de 2021       |
| 2   | «Gente mala»                         | 24 de marzo de 2021       |
| 3   | «Cariños, Sara»                      | 24 de marzo de 2021       |
| 4   | «El monstruo de la familia»          | 24 de marzo de 2021       |
| 5   | «Seguro de vida»                     | 24 de marzo de 2021       |
| 6   | «Cacería»                            | 24 de marzo de 2021       |
| 7   | «El miedo y la culpa»                | 24 de marzo de 2021       |
| 8   | «Donde los sueños se hacen realidad» | 24 de marzo de 2021       |
| 9   | «Ver el mundo arder»                 | 24 de marzo de 2021       |
| 10  | «Dos tumbas»                         | 24 de marzo de 2021       |

### Temporada 2
La Temporada 2 se estrenó el 19 de mayo de 2021. Los 8 capítulos de la temporada están la plataforma Netflix.
| N.º | Título                    | Fecha de emisión original |
| --- | ------------------------- | ------------------------- |
| 1   | «Las dos caras de Sara»   | 19 de mayo de 2021        |
| 2   | «Sangre en las manos»     | 19 de mayo de 2021        |
| 3   | «Derrumbe»                | 19 de mayo de 2021        |
| 4   | «Todo queda en tus manos» | 19 de mayo de 2021        |
| 5   | «Los muertos hablan»      | 19 de mayo de 2021        |
| 6   | «Esto es personal»        | 19 de mayo de 2021        |
| 7   | «Nunca fuimos amigos»     | 19 de mayo de 2021        |
| 8   | «Yo maté a Sara»          | 19 de mayo de 2021        |

### Temporada 3
La Temporada 3 se estrenó el 18 de mayo de 2022. Los 7 capítulos de la temporada están la plataforma Netflix.
| N.º | Título                         | Fecha de emisión original |
| --- | ------------------------------ | ------------------------- |
| 1   | «Presunción de muerte»         | 18 de mayo de 2022        |
| 2   | «Complejo de Medusa»           | 18 de mayo de 2022        |
| 3   | «Viva o muerta»                | 18 de mayo de 2022        |
| 4   | «Bienvenidos al Centro Medusa» | 18 de mayo de 2022        |
| 5   | «Ratas de laboratorio»         | 18 de mayo de 2022        |
| 6   | «Qué pasó con Sara»            | 18 de mayo de 2022        |
| 7   | «¿Qué hiciste, Sara?»          | 18 de mayo de 2022        |